# Сэквилл-Жермен, Чарльз, 5-й герцог Дорсет
Чарльз Сэквилл-Джермейн, 5-й герцог Дорсет (англ. Charles Sackville-Germain, 5th Duke of Dorset; 27 августа 1767 — 29 июля 1843) — британский пэр, придворный и политик-консерватор. Занимал пост шталмейстера (1821—1827, 1835). Он был известен как Чарльз Сэквилл с 1767 по 1770 год, как Чарльз Джермейн с 1770 по 1785 год и как виконт Сэквилл с 1785 по 1815 год.
Титулы: 2-й виконт Сэквилл из Дрейтона, Нортумберленд (с 26 августа 1785 года), 2-й барон Болброк, графство Сассекс (с 26 августа 1785), 5-й герцог Дорсет (с 14 февраля 1815), 6-й граф Миддлсекс (с 14 февраля 1815), 11-й граф Дорсет (с 14 февраля 1815), 6-й барон Крэнфилд из Крэнфилда, Бедфордшир (с 14 февраля 1815), 11-й барон Бакхерст, графство Сассекс (с 14 февраля 1815).

## Предыстория

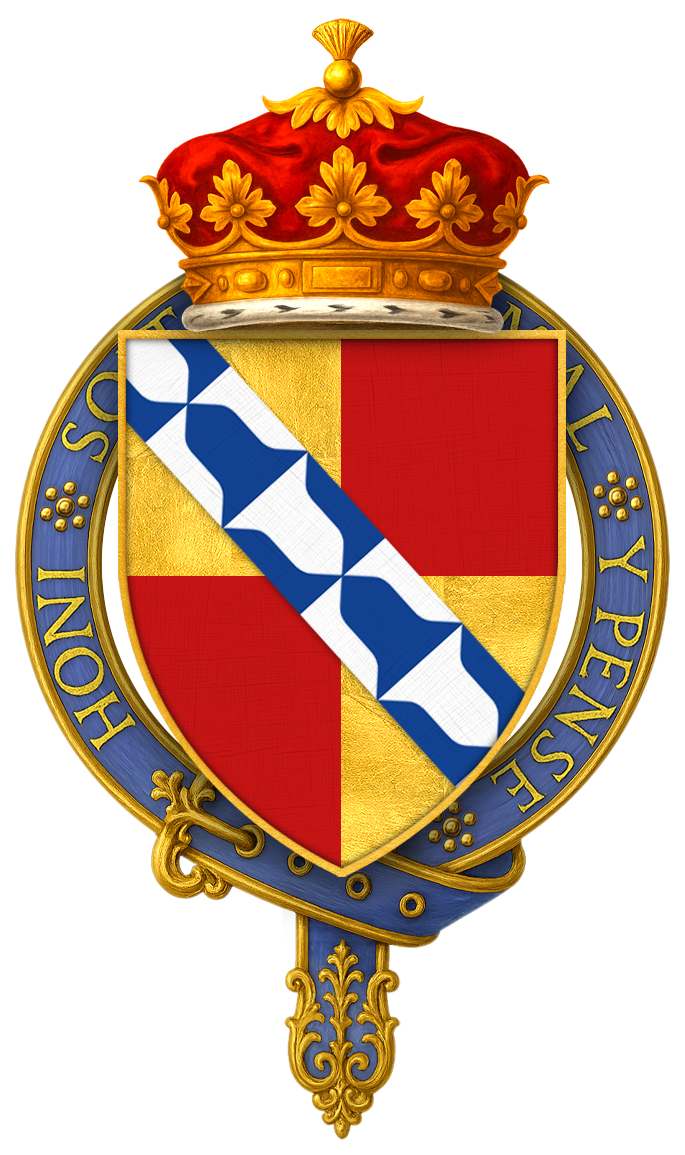
Герб Чарльза Сэквилла-Джермейна, 5-го герцога Дорсета

Родился 27 августа 1767 года. Старший сын лорда Джорджа Сэквилла (1716—1785), и Дианы Сэмбрук (? — 1778), дочери Джона Сэмбрука и Элизабет Форестер. Внук Лайонела Сэквилла, 1-го герцога Дорсета.
Его отец изменил семейную фамилию на Джермейн (Жермен) в 1770 году и стал виконтом Сэквиллом в 1782 году. Позже Дорсет повторно включил прежнюю фамилию в качестве двойной фамилии Сэквилл-Джермейн.

## Карьера

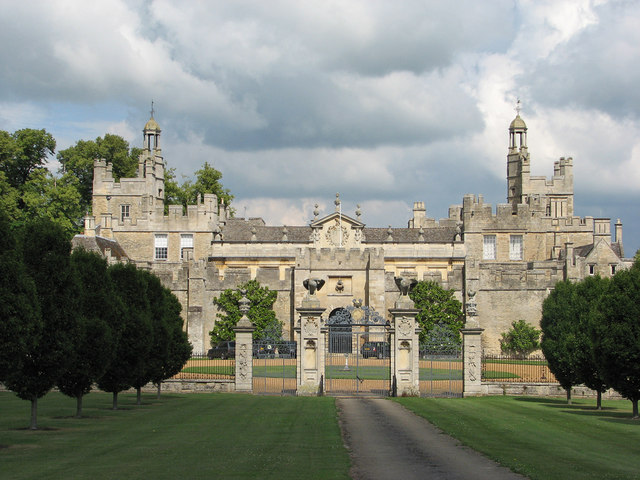
Дрейтон-хаус

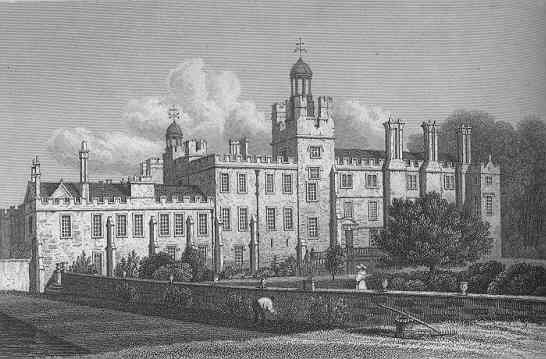
Рисунок Дрейтон-хауса, каким он был во времена пятого герцога Дорсета. Сегодня оно выглядит мало измененным. Его происхождение от поколений одной семьи показано на странице статьи.

26 августа 1785 года после смерти своего отца Чарльз Джермейн унаследовал титул 2-го виконта Сэквилла и Дрейтон-хаус.
14 февраля 1815 года после смерти своего родственника, Джорджа Джона Фредерика Сэквилла, 4-го герцога Дорсета (1793—1815), Чарльз Сэквилл-Джермейн унаследовал титул 5-го герцога Дорсета и остальные родовые титулы.
В 1821 году он был приведен к присяге в Тайном совете и назначен шталмейстером в правительстве лорда Ливерпуля. Находился на этом посту до 1827 года и снова недолго под руководством сэра Роберта Пиля с января по апрель 1835 года, он также был назначен кавалером Ордена Подвязки в 1826 году.

## Смерть и мемориал
75-летний Чарльз Сэквилл-Джермейн, 5-й герцог Дорсет, скончался неженатым и бездетным в 1843 году, и его титулы виконтства и герцогства угасли. Его мемориал находится в церкви Святого Петра, Лоуик, Нортгемптоншир — гробница из белого мрамора с выгравированными черными надписями работы Ричарда Уэстмакотта, большая драпированная мантия, корона на подушке, рядом с которой сидит ангел в человеческий рост, единственная цветная особенность — щит.

## Поместья
В 1785 году Чарльз унаследовал большую часть прихода Лоуик, включая величественный Дрейтон-хаус 13-го века, украшенный тремя высокими орлами на вершинах громоздких столбов ворот. Дрейтон произошел в семье от сэра Джона Джермейна, 1-го баронета, который умер бездетным в 1718 году, оставив его своей жене леди Элизабет Джермейн. После её смерти в 1769 году поместье унаследовал отец Чарльза, лорд Джордж Сэквилл (позже ставший 1-м виконтом Сэквиллом). Он взял ее фамилию парламентским актом 1770 года и получил дополнительное поместье Ловик и право назначать приходского священника (адвоусона) при закрытии прихода в 1771 году, когда около 1150 акров (4,7 км2) были полностью приватизированы для него.
Чарльз владел пять поместьями в графстве Нортгемптоншир после восстановления в 1788 и 1791 годах. Он или его предшественник в герцогстве кроме того купил более скромное соседнее поместье Пьельс (также известное как Во) в Вудфорде, Нортгемптоншир, между 1800 и 1843 годами.
После его смерти в 1843 году все поместья перешли к его племяннице миссис Кэролайн Гарриет Стопфорд Сэквилл (урожденная Сэквилл) (умерла в 1908 году), а к 1930 году перешли в руки внука Кэролайн Найджела Виктора Стопфорда Сэквилла (1901—1972), младшего сына полковника Лайонела Ричарда Стопфорда Сэквилла (1845—1906).